# Jeunes du Parti du front populaire biélorusse
La jeunesse du Parti du front populaire biélorusse ( biélorusse : Моладзь БНФ, translit. Moladź BNF) est la plus grande organisation politique dirigée par des jeunes en Biélorussie. Elle représente l'aile jeunesse du Parti du front populaire biélorusse.

## Sources et références
1. ↑  (be) « «Моладзь БНФ» узначаліў Юрый Лукашэвіч », sur Наша Ніва (consulté le 3 juillet 2022)